# Transactions of the Royal Society of New Zealand, Botany
Transactions of the Royal Society of New Zealand, Botany (abreviado Trans. Roy. Soc. New Zealand, Bot.) fue una revista científica con ilustraciones y descripciones botánicas que fue publicada en Nueva Zelanda desde 1961 hasta 1968. Fue precedida por Transactions of the Royal Society of New Zealand y reemplazada por Transactions of the Royal Society of New Zealand Biological Sciences.